# Epithema
Epithema je rod monokarpičnog bilja iz porodice Gesnerijevki. Pripadaju mu 20 priznatih vrsta iz tropske Azije i Afrike.

## Opis
Epithema vrste su monokarpne biljke (jednom cvjetaju i zatim umiru) široko rasprostranjene u južnoj i jugoistočnoj Aziji (SI Indija, Nepal, Butan, Kina, Mjanmar, Tajland, Tajvan, Filipini, Java, Timor, Molučki otoci, Nova Gvineja). Jedna vrsta, E. tenue, također je rasprostranjena u zapadnoj Africi.
Epithema tipično raste na vlažnim ili mokrim vapnenačkim (rjeđe na granitnim ili kvarcitnim) stijenama, u šumama, na ulazima u špilje itd.
Rod zauzima prilično izoliran položaj među epithematoidima gesnerijevki (Weber 1976, Mayer et al. 2003). Neobičan je u arhitekturi biljnog tijela, cvatovima te u cvjetnim i voćnim karakteristikama (Hallé & Delmotte 1973, Weber 1976, 1988). Također je izvanredna disjunktna distribucija, s jazom od zapadne Afrike do Indije.

## Vrste
1. Epithema benthamii C.B.Clarke
2. Epithema carnosum Benth.
3. Epithema ceylanicum Gardner
4. Epithema dolichopodum Hilliard & B.L.Burtt
5. Epithema horsfieldii (R.Br.) DC.
6. Epithema involucratum (Roxb.) B.L.Burtt
7. Epithema longipetiolatum (Merr.) Hilliard & B.L.Burtt
8. Epithema longitubum Hilliard & B.L.Burtt
9. Epithema madulidii Hilliard & B.L.Burtt
10. Epithema membranaceum (King) Kiew
11. Epithema parvibracteatum Hilliard & B.L.Burtt
12. Epithema philippinum (Hilliard & B.L.Burtt) Bransgr.
13. Epithema pusillum (C.B.Clarke) Bransgr.
14. Epithema rennellense Hilliard & B.L.Burtt
15. Epithema sarawakense Hilliard & B.L.Burtt
16. Epithema saxatile Blume, tipična vrsta
17. Epithema steenisii Hilliard & B.L.Burtt
18. Epithema strigosum (C.B.Clarke) Hilliard & B.L.Burtt
19. Epithema tenerum (C.B.Clarke) Hilliard & B.L.Burtt
20. Epithema tenue C.B.Clarke